# Рок 82
Часопис Рок 82 (Rock 82) је почео да излази као посебан прилог посебног издања Политикиног забавника – Стрипа 82. Први број је изашао као прилог 46. броја “Стрипа 82”, тако што је задња корица “Стрипа 82” заправо била насловна страна “Рока 82”. Формат часописа је био доста неуобичајен, 11x30cm; с почетка је рађен са тврдим корицама штампаним на хромо-картону и у лепљеном повезу, да би касније добио меке корице и кламовани повез. Излазио је сваке среде.
Укупан број страна је био 80 (плус 4 за корице), а од тога је однос између “Стрипа 82” и “Рока 82” зависио од броја страница стрипа у сваком издању.
Из овог посебног прилога се касније “изродио” часопис Рок (Rock), који је био један од најважнијих и најутицајнијих часописа југословенске рок-сцене осамдесетих.

## Редакција
Уредник “Рока 82” је био Петар Поповић, технички уредник Данко Полић, а помоћник техничког уредника Јозеф Стехлик.
За часопис су писали: Ивана Марковић, Душан Весић, Ивица Ковачевић, Бане Обреновић, Дејан Цукић, Петар Луковић, С. Мастиловић, Никола Ернери, Слободан Цицмил и други.
Фотографи су били: Срђан Вејвода, Душан Весић, Слободан Пурић итд.

## Слике
- Насловна страна броја 15
- Странице 8 и 9 броја 15
- Странице 20 и 21 броја 15
- Насловна страна броја 33
- Странице 20 и 21 броја 33